# Asus
AsusTek Computer Inc. estilizada como ASUSTeK conhecida mundialmente como ASUS, é uma empresa multinacional de hardware e eletrônicos com sede no distrito de Beitou, Taipei, Taiwan.
Seus produtos incluem desktops, laptops, netbooks, telefones celulares, equipamentos de rede, monitores, roteadores WIFI, projetores, placas-mãe, placas gráficas, armazenamento óptico, produtos multimídia, periféricos, wearables, servidores, workstations e tablet PCs. A empresa também é uma fabricante de equipamentos originais (OEM).
A Asus foi considerada a 5ª maior fornecedora de PCs do mundo em 2017. Aparece nos rankings BusinessWeek's "InfoTech 100" e "Asia's Top 10 IT Companies" e ficou em primeiro lugar na categoria hardware de TI da pesquisa 2008 Taiwan Top 10 Global Brands com um valor total de marca de US$ 1,3 bilhão.
De acordo com o site da empresa, o nome Asus é originário de Pegasus, o cavalo alado da mitologia grega. Apenas as últimas quatro letras da palavra foram usadas para dar ao nome uma posição alta em listagens alfabéticas.
Como seus slogans de marketing, a Asus tem usado Rock Solid. Heart Touching (2003-2009), e posteriormente Inspiring Innovation Persistent Perfection (2009–2013). Desde 2013, o slogan da empresa é In Search of Incredible.

## História
A Asus foi fundada em Taipei em 1989 por T.H. Tung, Ted Hsu, Wayne Hsieh e M.T. Liao, todos os quatro tendo trabalhado anteriormente na Acer como engenheiros de hardware.
Neste momento, Taiwan ainda não tinha estabelecido uma posição de liderança no negócio de hardware de computador. A Intel Corporation forneceria novos processadores para empresas mais estabelecidas, como a IBM primeiro, e as empresas taiwanesas teriam que esperar cerca de seis meses depois que a IBM recebesse seus protótipos de engenharia. De acordo com o histórico da empresa, a Asus criou um protótipo de placa-mãe para usar um Intel 486, mas teve que fazê-lo sem acesso ao processador real.
Quando a Asus procurou a Intel para solicitar um processador para testá-lo, a própria Intel teve um problema com sua própria placa-mãe 486. A Asus resolveu o problema da Intel e descobriu-se que a placa-mãe da própria Asus funcionava corretamente sem a necessidade de mais modificações. Desde então, a Asus estava recebendo amostras de engenharia Intel à frente de seus concorrentes.
Em setembro de 2005, a Asus lançou a primeira placa aceleradora PhysX. Em dezembro de 2005, a Asus entrou no mercado de TV LCD com o modelo TLW32001.
Em Janeiro de 2006, a Asus anunciou que cooperaria com a Lamborghini para desenvolver a série de laptops VX.
Em 9 de março de 2006, a Asus foi confirmada como uma das fabricantes dos primeiros modelos Microsoft Origami, juntamente com a Samsung e a Founder Technology. Em 8 de agosto de 2006, a Asus anunciou uma joint venture com a Gigabyte Technology. Em 5 de junho de 2007, a Asus anunciou o lançamento do Eee PC na COMPUTEX Taipei. Em 9 de setembro de 2007, a Asus indicou suporte para Blu-ray, anunciando o lançamento de uma unidade pc de gravador BD-ROM/DVD, BC-1205PT. A ASUS lançou posteriormente vários notebooks baseados em Blu-ray.
Em janeiro de 2008, a Asus iniciou uma grande reestruturação de suas operações, dividindo-se em três empresas independentes: Asus (focada em computadores e eletrônicos de primeira parte aplicados); Pegatron (focada na fabricação de placas-mãe e componentes; e Unihan Corporation (focada na fabricação de não-PC, como casos e moldagem). No processo de reestruturação, uma reestruturação altamente criticada do plano de pensão efetivamente zerou os saldos previdenciários existentes. A empresa pagou todas as contribuições feitas anteriormente pelos funcionários.
Em 9 de dezembro de 2008, a Open Handset Alliance anunciou que a Asus havia se tornado um dos 14 novos membros da organização. Esses "novos membros implantarão dispositivos Android compatíveis, contribuirão com código significativo para o Android Open Source Project ou apoiarão o ecossistema através de produtos e serviços que acelerarão a disponibilidade de dispositivos baseados no Android."
Em 1 de junho de 2010, a Asus desligou a Pegatron Corp.
Em outubro de 2010, a Asus e a Garmin anunciaram que encerrariam sua parceria com smartphones como resultado da decisão da Garmin de sair da categoria de produtos. duas empresas produziram seis smartphones da marca Garmin-ASUS nos últimos dois anos.
Em dezembro de 2010, a Asus lançou o ultrabook mais fino do mundo, o Asus U36, com processador Intel de tensão padrão (não ULV - ultra low voltage) Intel core i3 ou i5 com uma espessura de apenas 19 mm.

## Operações
A Asus tem sua sede no distrito de Beitou, Taipei, Taiwan.
A partir de 2009 a Asus tinha fábricas em Taiwan (Taipei, Luzhu, Nangang, Guishan), China continental (Suzhou, Chongqing), México (Ciudad Juárez) e República Tcheca (Ostrava). O Asus Hi-Tech Park, localizado em Suzhou, cobrecerca de 540.000 m².
A Asus opera cerca de 50 locais de serviços em aproximadamente 32 países e possui mais de 400 parceiros de serviços em todo o mundo.

## Produtos

### Smartphones

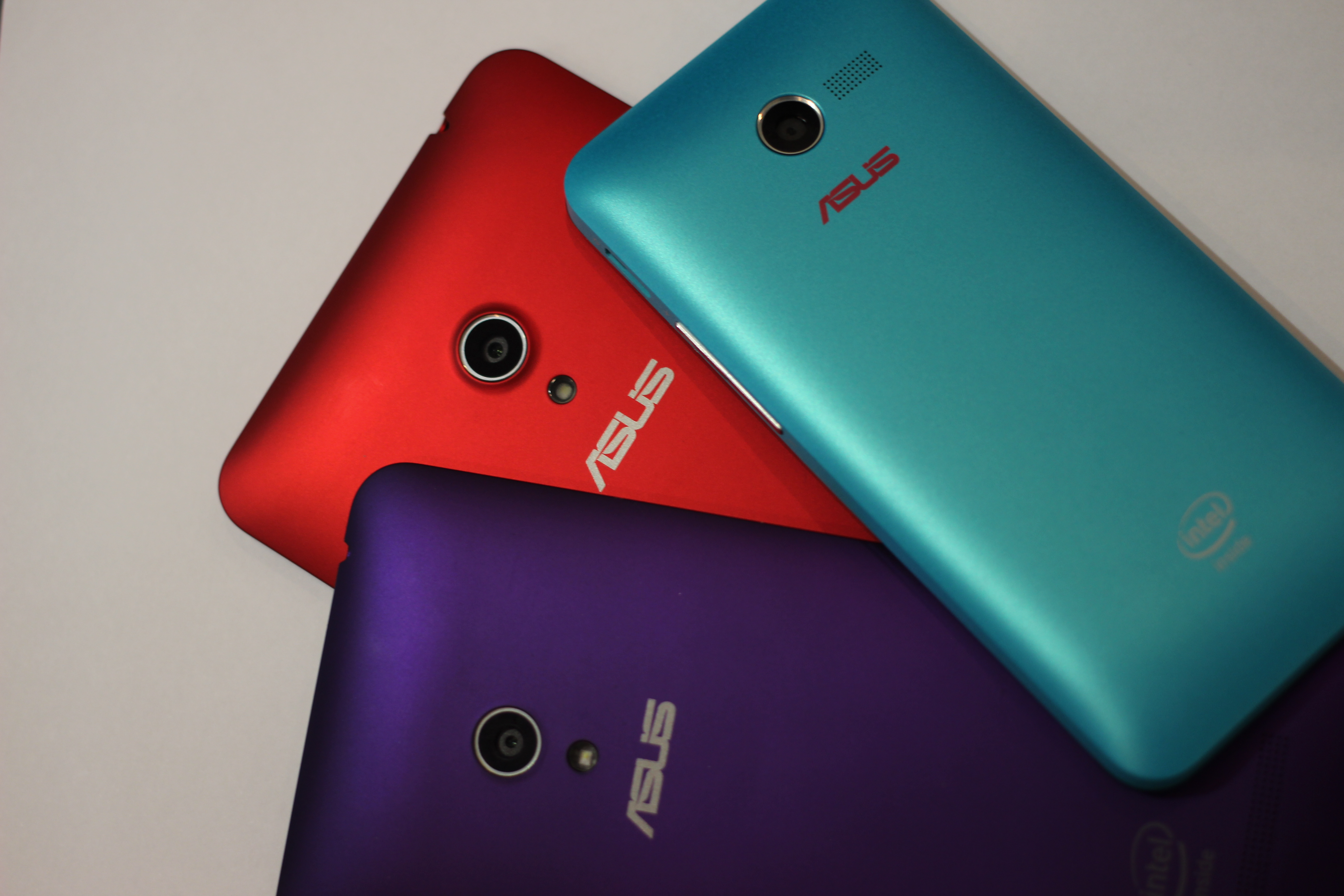
Celulares Asus.

A Asus também lançou muitos smartphones baseados em Android, inicialmente com processadores Intel em vez de ARM e muitas vezes com dois slots para cartão sim. Atualmente, a Asus é muito influente em grandes mercados móveis como Índia, China e outros países asiáticos. É conhecida como a série ZenFone. Antes da linha ZenFone, a Asus lançou feature phones como o Asus v70 e smartphones rodando no Windows Mobile durante meados dos anos 2000.

#### ZenFone
Linha de smartphones baseados em Android customizada com a interface Zen UI, iniciada em 2014.
Primeira Geração (2014)
- ZenFone 4 (disponível em variantes de 4 polegadas ou 4,5 polegadas)
- ZenFone 5
- ZenFone 6

Segunda Geração (2015)
- ZenFone Zoom
- ZenFone C
- ZenFone 2[23]
- ZenFone 2 Laser
- ZenFone Max
- ZenFone Selfie
- Zenfone Go
- ZenFone 2E – feito especificamente para AT&T e lançado em 2015[24]

Terceira Geração (2016)
- ZenFone AR
- Série ZenFone 3

Quarta Geração (2017)
- Série ZenFone 4

Quinta Geração (2018)
- Série ZenFone 5
- Séries Zenfone Max (M1 e M2)
- Série Zenfone Live (L1)
- Zenfone ROG Phone série de jogos

Sexta Geração (2019)
- Série ZenFone 6
- Zenfone ROG Phone II série de jogos

#### PadFone
Além disso, a Asus também produziu alguns dispositivos híbridos com smartphones que podem ser encaixados em uma tela de tablet, conhecida como série Padfone. A linha de produtos é:
- Padfone (A66)
- Padfone 2 (A68)
- Padfone Infinity (A80)
- Padfone Infinity Lite (A80C)
- novo PadFone Infinity (A86)
- Padfone E (A68M)
- Padfone X (A91)
- Padfone S (PF500KL)
- Padfone Mini (PF400GC)
- Padfone Mini 4.3 (A11)
- PadFone X Mini (PF450CL, somente nos EUA)

A maioria dos smartphones da Asus são alimentados por processadores Intel Atom com exceção de poucos modelos Padfone e alguns modelos ZenFone 2 que usam Qualcomm Snapdragon, embora telefones posteriores da série agora usem os chips Qualcomm Snapdragon ou Mediatek.

### Tablet
Duas gerações do Nexus 7, fabricado e marcado como Google, foram anunciados em 27 de junho de 2012 para lançamento em julho de 2012. Em 24 de julho de 2013, a Asus anunciou um sucessor para o Google Nexus 7. Dois dias depois, foi liberado. A Asus também tem trabalhado com a Microsoft no desenvolvimento de tablets conversíveis do Windows 8. 2013, a Asus revelou um tablet baseado em Android que, quando conectado a um teclado, se torna um dispositivo Windows 8, que ele chamou de Transformer Book Trio. O teclado pode ser conectado a um monitor de terceiros, criando uma experiência semelhante a um desktop. A Asus também é conhecida pelas seguintes linhas de tablets:
- Eee Pad Transformer
- Eee Pad Slider
- Eee Slate
- Memo Pad 8
- VivoTab
- ZenPad: 7.0 Z370CG, C 7.0 Z170MG/Z170CG, 8.0 Z380KL, 8.0 Z380C*, S 8.0 Z580CA*, 10 Z300C* (Lançado em 2015); 8.0 Z380M*, Z8 ZT581KL, 3 8.0 Z581KL, 10 Z300m*, 3S 10 Z500M*, Z10 ZT500KL (2016); 3S 8.0 Z582KL, Z8s ZT582KL, 3S 10 Z500KL (2017) (* sem SIMcard).[26]

### Computadores

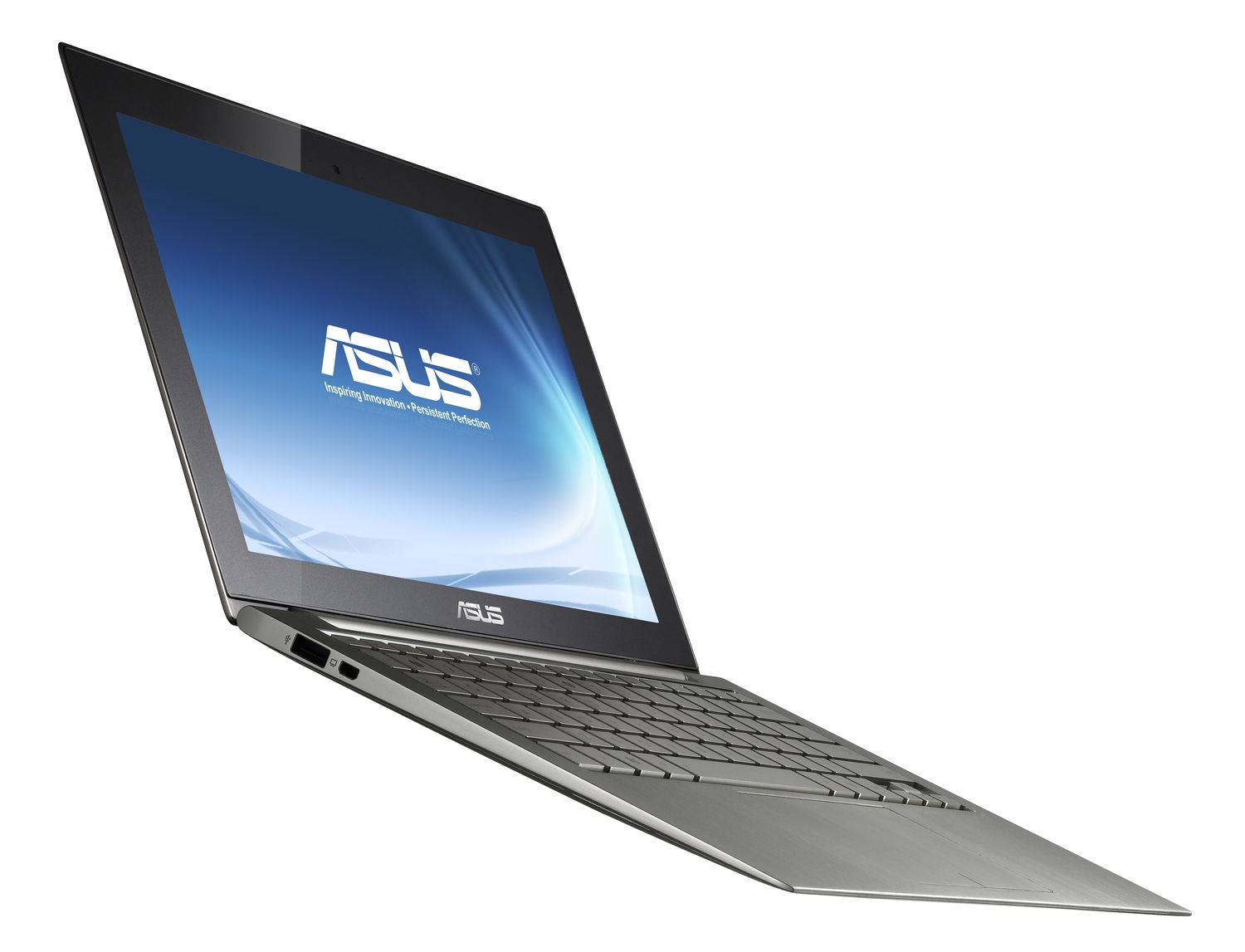
Laptop Asus.

#### 2-in-1
- Transformer Book
- VivoBook Flip
- ZenBook Flip
- Chromebook flip

#### Laptops
- ZenBook
- VivoBook
- ASUSPRO
- ProArt StudioBook
- TUF Gaming
- Republic Of Gamers (ROG)
- Chromebook
- EeeBook
- N Series
- K Series
- X Series
- E Series
- Q Series
- B Series
- V Series
- F Series
- A Series

A série descontinuada anteriormente oferecida pela Asus inclui a Série EeeBook, Série K, Série X, Série E, Série Q, Série B, Série V, Série P, Série F e Série A.

#### Tower PC
- VivoPC
- ROG series
- Gaming series

#### Mini PC
- VivoMini
- Asus Tinker Board

#### Dispositivos Chrome
- Chromebox
- Chromebit

#### All-in-One
- Zen AiO
- Vivo AiO
- Portable AiO

#### Linha Eee

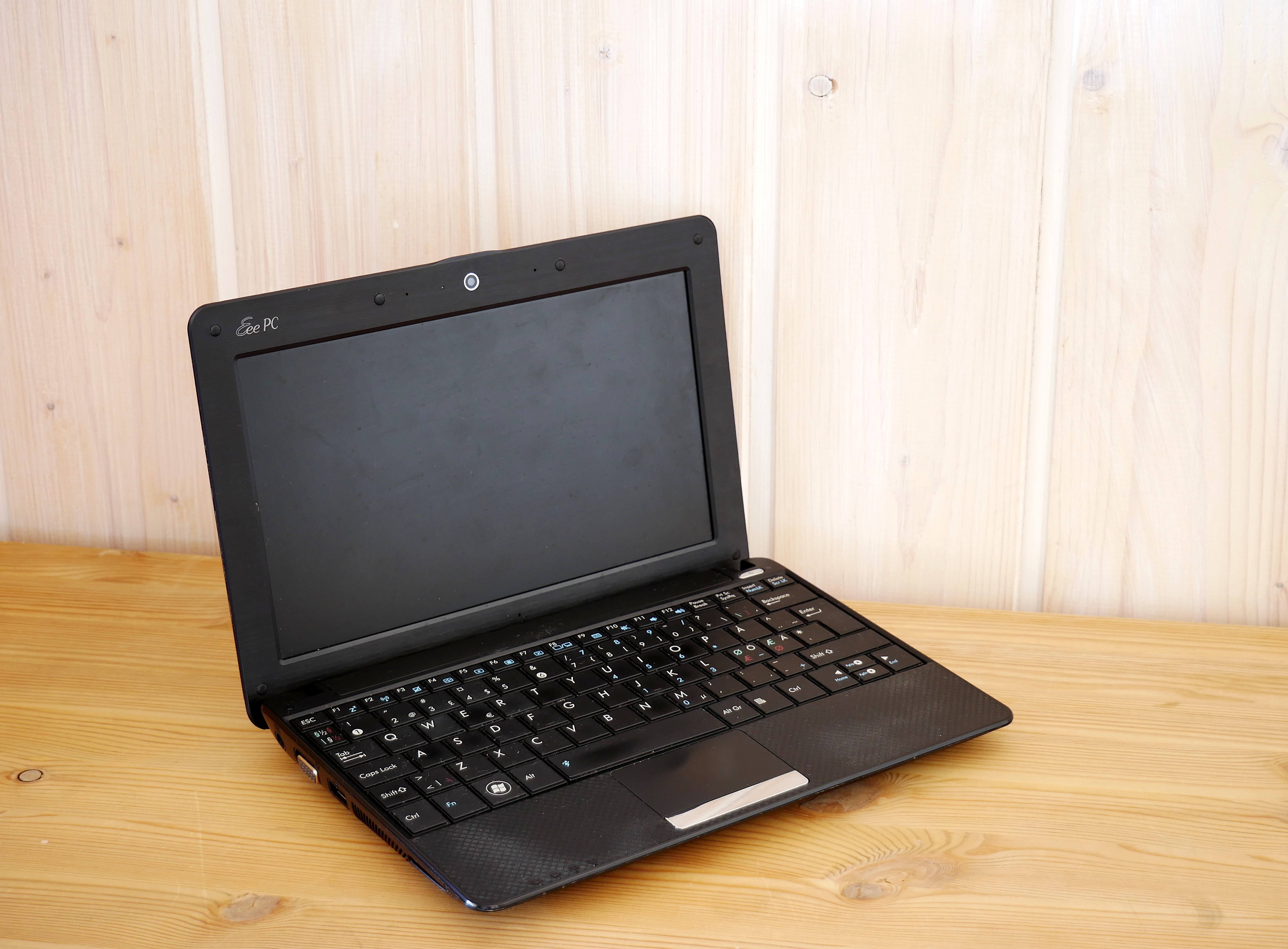
Asus Eee PC

Desde o seu lançamento em outubro de 2007, o netbook Eee PC ganhou inúmeros prêmios, incluindo o Produto do Ano da Forbes Asia, Gadget of the Year e Computer of the Year, NBC.com's Best Travel Gadget, Computer Shopper's Best Netbook of 2008, PC Pro's Hardware of the Year, PC World's Best Netbook, e DIME magazine's 2008 Trend Award Winner.
Posteriormente, a Asus adicionou vários produtos à sua linha Eee, incluindo:
- EeeBox PC, uma compacta nettop.
- Eee Top, um computador touchscreen all-in-one alojado em um gabinete de monitor LCD.
- Eee Stick, um controlador sem fio plug-and-play para a plataforma pc que traduz os movimentos físicos dos usuários em movimentos correspondentes na tela.
- Eee Pad Transformer é um tablet que executa o sistema operacional Android.
- Eee Pad Transformer Prime, o sucessor do Transformer original.

Em 6 de março de 2009, a Asus estreou sua Eee Box B202, que o PCMag viu como "o equivalente de desktop do ASUS EeePC", (a linha de computadores "Asus Eee Box" foi posteriormente renomeada em 2010 para "ASUS EeeBox PC").
Em janeiro de 2013, a Asus encerrou oficialmente a produção de sua série eee PC devido à queda nas vendas causadas pelos consumidores, mudando cada vez mais para tablets e ultrabooks.

#### Linha Essentio
Essentio é uma linha de PCs de desktop. Em dezembro de 2011 a linha consistia da Série CG (projetada para jogos), da série CM (para entretenimento e uso doméstico) e das séries CS e CP slimline.

### Wearable
- ZenWatch 3

### Republic of Gamers (ROG)

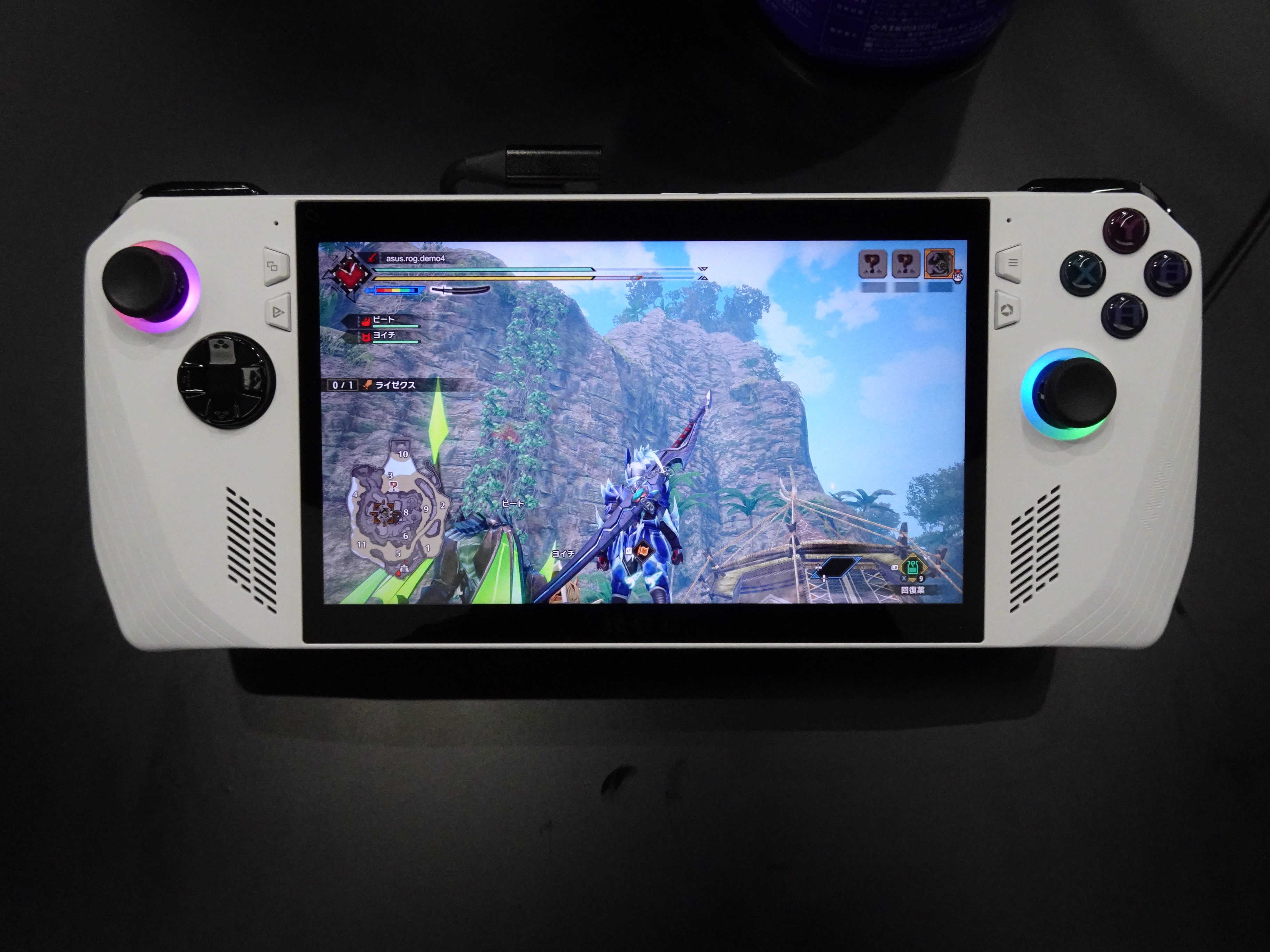
Asus ROG Ally.

Republic of Gamers é uma marca usada pela Asus desde 2006, englobando uma gama de hardware de computador, computadores pessoais, periféricos e acessórios voltados principalmente para jogos de PC. A linha inclui desktops e laptops de alta especificação, como a Placa-Mãe Asus ROG Crosshair V Formula-Z ou o Laptop Asus ROG G751JY-DH71.
As placas gráficas AMD foram comercializadas sob a marca Arez devido ao Programa de Parceiros Nvidia GeForce. No entanto, quando o Programa de Parceiros GeForce foi cancelado, as placas gráficas AMD foram renomeadas de volta para a marca ROG.
Em 2013, a ASUS lançou o RAIDR Express, um subsistema RAID 0 SSD baseado em PCI com dois SSDs em uma PCB.
Na Computex 2018, a Asus revelou e anunciou um smartphone gamer da marca ROG para competir com o Nubia Red Magic da ZTE, o Black Shark da Xiaomi e o Razr Phone. O ROG Phone terá uma versão especial da CPU Snapdragon 845 que pode ter overclock, vapor cooling, um dissipador de calor externo com USB-C e conexão para fone de ouvido em sua parte inferior e três diferentes docks lançados no 3º trimestre de 2018.